# Estêvão Lecapeno
Estêvão Lecapeno (em grego: Στέφανος Λακαπηνός; romaniz.: Stéfanos Lakapi̱nós; m. 18 de abril de 963) foi o segundo filho do imperador bizantino Romano I Lecapeno (r. 920–944) e coimperador de 924 a 945. Junto com seu irmão mais novo Constantino, depôs Romano I em dezembro de 944, apenas para serem derrubados e exilados pelo imperador legítimo Constantino VII (r. 913–959) algumas semanas depois. Estêvão viveu o resto de sua vida em exílio, primeiro em Prote, depois em Proconeso e finalmente na ilha de Lesbos, onde morreu na Páscoa de 963.

## Biografia

### Família
Estêvão foi o segundo varão de Romano I e sua esposa Teodora. Seus irmãos mais velhos foram Cristóvão (coimperador de 921 até sua morte em 931) e suas irmãs Helena, que casou-se com Constantino VII Porfirogênito (r. 913–959), e Ágata, que casou-se com Romano Argiro. Seus irmãos mais novos foram Constantino (como imperador entre 924-945) e Teofilacto (patriarca de Constantinopla em 933-956). Ele provavelmente também teve ao menos duas irmãs de nome desconhecido, conhecidas apenas devido ao casamento delas com os magistros Romano Mosele e Romano Saronita.

### Reinado

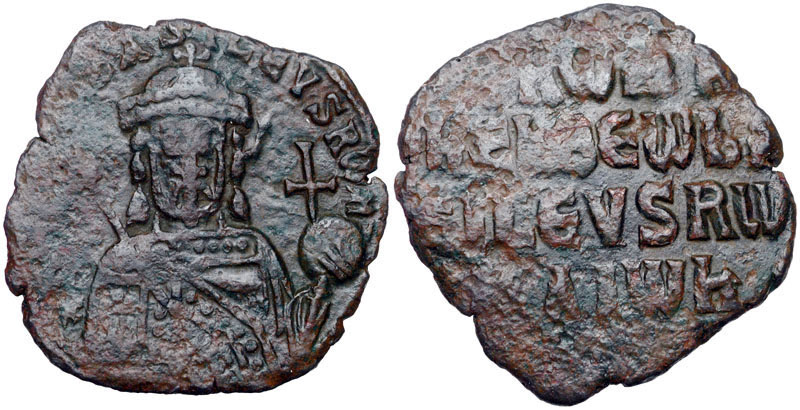
Fólis com o busto de Romano no anverso

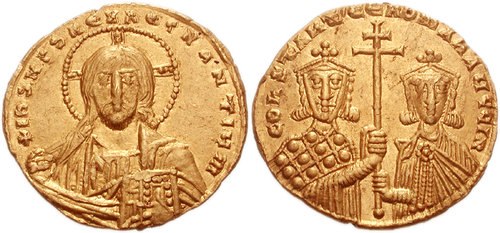
Soldo de r. e r.

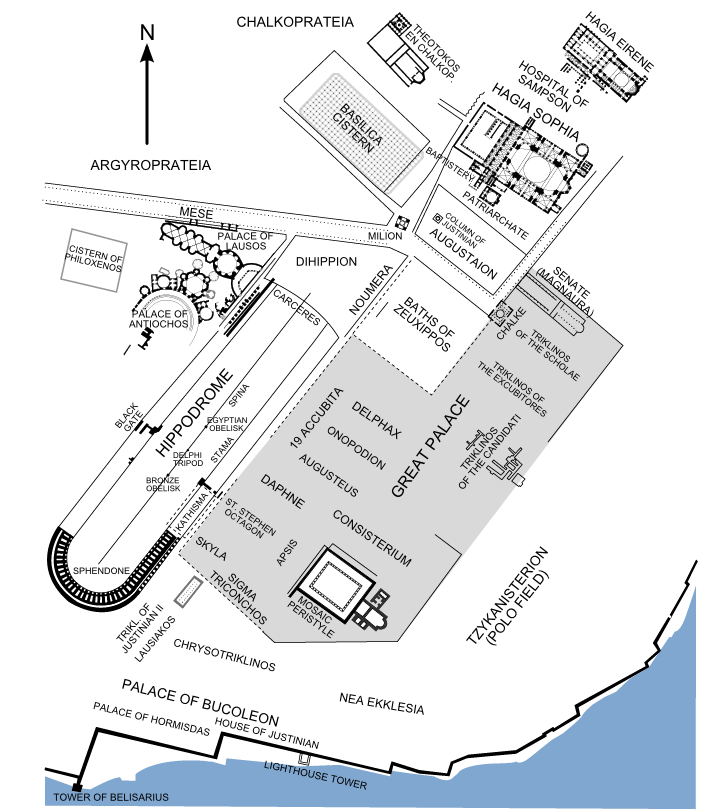
Grande Palácio de Constantinopla

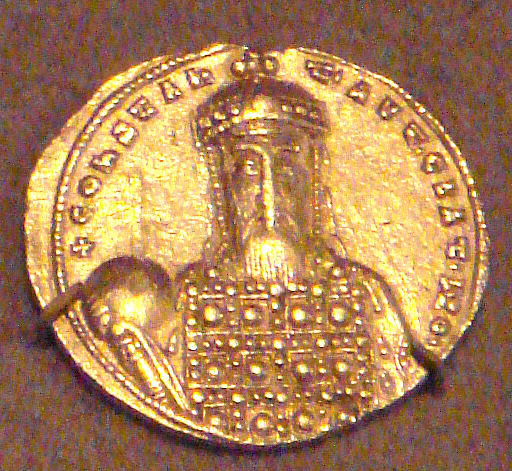
Soldo de Constantino VII

Romano Lecapeno ascendeu ao poder em 919, quando conseguiu nomear-se regente sobre o jovem Constantino VII e casar sua filha Helena com ele. Dentro de um ano, ascendeu sucessivamente de basileopátor para césar, e foi finalmente coroado imperador sênior em 17 de dezembro de 920. Para consolidar sua permanência no poder, e com o objetivo de suplantar a reinante dinastia macedônica com sua própria família, ascendeu seu filho mais velho Cristóvão como coimperador em maio de 921. Estêvão e Constantino foram proclamados coimperadores em 25 de dezembro de 924.
Após a morte prematura de Cristóvão em 931, e dado a marginalização de Constantino VII, Estêvão e Constantino assumiram um maior destaque, embora formalmente ainda classificaram seu cunhado no colégio dos imperadores. Em 933, Estêvão foi casado com Ana, a filha de certo Gabalas, que foi coroada augusta na mesma ocasião. O casal teve um filho conhecido, Romano. De acordo com o cronista do século XI Jorge Codino, ele foi castrado em 945, mas depois tornou-se um sebastóforo.
Estêvão e Constantino Lecapeno vieram à tona em 943, quando opuseram-se ao casamento dinástico do sobrinho deles, Romano II. O pai deles queria ter seu neto mais velho sobrevivente casado com Eufrósine, uma filha do general bem sucedido João Curcuas. Embora tal iniciativa efetivamente cimentasse a lealdade do exército, isso também fortaleceria a posição da legítima linha macedônica, representada por Romano II e seu pai Constantino VII, sobre as reivindicações dos próprios filhos de Romano. Preventivamente, Estêvão e Constantino opuseram-se a decisão, e prevaleceram sob seu pai, que a esta altura estava doente e velho, demitindo Curcuas no outono de 944. Romano II, como alternativa, casou-se com Berta, uma filha ilegítima de Hugo de Arles, rei da Itália, que mudou seu nome para Eudócia após o casamento.
Com Romano I se aproximando do fim da vida, a questão de sua sucessão tornou-se urgente. Em 943, Romano elaborou um testamento que deixava Constantino VII como o imperador sênior após sua morte. Isto perturbou enormemente os dois irmãos, que temiam que o cunhado deles os depusesse e os forçasse a tomar votos monásticos. Motivados, na opinião de Steven Runciman, parcialmente pela auto-preservação e parcialmente por ambição genuína, eles começaram a planejar tomar o poder através dum golpe de Estado, com Estêvão aparentemente como líder e Constantino um parceiro relutante.
Dentre seus companheiros estavam Mariano Argiro, o protoespatário Basílio Petino, Manuel Curcita, o estratego Diógenes, Clado, e Filipe. Cedreno, contudo, considera Petino como um agente a mando de Constantino VII. Em 20 de dezembro de 944, os conspiradores definiram seu plano em movimento. Os dois irmãos passaram clandestinamente seus apoiantes no Grande Palácio de Constantinopla durante a pausa das atividades do meio-dia. Eles então lideraram seus homens para o aposento de Romano I, onde facilmente capturaram o "homem velho e doente". Foram capazes de transportá-lo para o porto mais próximo e de lá para Prote, uma das ilhas dos Príncipes e um lugar de exílio popular. Lá, Romano concordou a tomar votos monásticos e retirar-se do trono.
Tendo conseguido depor calmamente seu pai, os irmãos agora tinham que lidar com Constantino VII. Infelizmente para eles, rumores logo se espalharam por Constantinopla, no sentido de que, após a deposição de Romano, a vida de Constantino VII estava em perigo. Em pouco tempo, multidões se reuniram diante do palácio, exigindo ver o imperador em pessoa. O historiador lombardo contemporâneo Liuprando de Cremona nota que os embaixadores e enviados de Amalfi, Gaeta, Roma e Provença presentes na capital também apoiaram Constantino VII. Estêvão e seu irmão haviam sucumbido ao inevitável, reconhecendo seu cunhado como o imperador sênior. O novo triunvirato durou cerca de 40 dias. Os três imperadores logo nomearam novos líderes para os serviços militares. Bardas Focas, o Velho foi nomeado como o novo doméstico das escolas, Constantino Gongila como chefe da marinha bizantina. Petino tornou-se patrício e grande heteriarca, Argiro foi nomeado conde do estábulo, Curcita um patrício e drungário da guarda. Em 26 de janeiro de 945, contudo, por insistência de sua irmã, a augusta Helena, outro golpe removeu os dois Lecapenos do poder e restaurou a autoridade imperial única de Constantino VII.

### Exílio

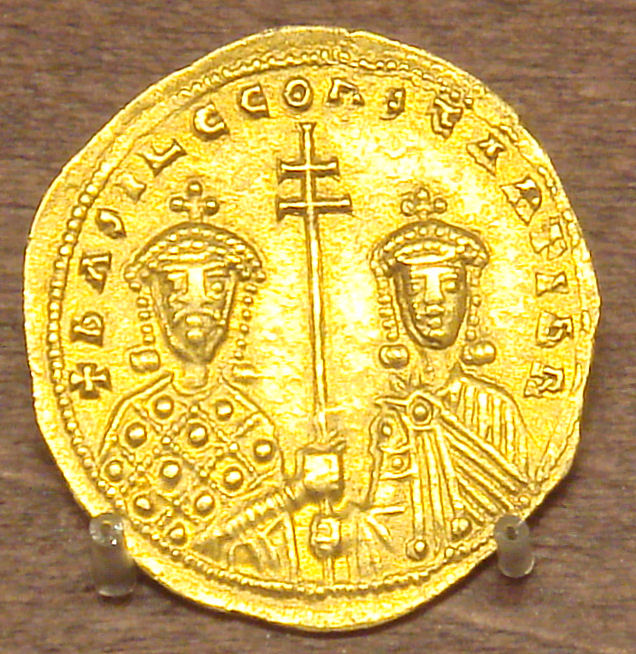
Soldo de r. e r.

Inicialmente, os dois irmãos foram enviados para Prote. Os cronistas bizantinos têm que o pai deles os recebeu citando uma passagem do Livro de Isaías, especialmente Capítulo 1.2: "Ouvi, ó céus, e dá ouvidos, ó terra, porque fala Jeová: Nutri e fiz crescer filhos, mas eles se rebelaram contra mim". Liuprando de Cremona, contudo, faz um relato ligeiramente diferente, afirmando que Romano recebeu seus filhos com um sarcasmo amargo, agradecendo-os por não esquecerem-se dele e desculpando os monges pela ignorância deles em receber imperadores adequadamente. Logo, contudo, Estêvão foi levado para a prisão de Proconeso, e então para Rodes, antes de finalmente se estabelecer e Metímna, Lesbos.
Um complô de alguns membros do governo imperial para restaurá-lo foi descoberto em dezembro de 947 e os conspiradores foram mutilados e publicamente humilhados. Estêvão morreu em Metímna em 963, no domingo de Páscoa. João Escilitzes afirma que Estêvão foi envenenado por ordens da imperatriz Teófano (r. 956–969) como parte dos esforços dela para proteger os direitos ao trono de seus filhos Basílio II Bulgaróctono (r. 976–1025) e Constantino VIII (r. 1025–1028), eliminando outros possíveis pretendentes. Convém, no entanto, notar que várias mortes da família imperial estendida no memento são atribuída a Teófano por fontes hostis, geralmente por envenenamento.